# Bavor (1146)
Bavor, jinak také Bauor, (před 1146 – po 1167) byl český nebo moravský velmož z rodu Bavorů ze Strakonic.

## Život
Původ Bavora, stejně jako původ rodu Bavorů ze Strakonic, ze kterého Bavor pravděpodobně pocházel, je neznámý. Není známo, jestli pocházel z Moravy nebo z Čech. Podle řady badatelů pocházel Bavor z oblasti Hané. Do Čech se Bavor či jeho příbuzní zřejmě přesunuli až po roce 1167, kdy byli pověřeni správou Prácheňska.
První zmínka o Bavorovi pochází z rozmezí let 1146–1148, kdy svědčil na listině, kterou český kníže Vladislav II. osadil olomoucké a pražské biskupství.
Daleko více informací přináší o Bavorovi falzum z konce 12. století, hlásící se do roku 1167, jenž je však podle Václava Hrubého věcně správné, v němž Vladislav II. potvrzuje statky litomyšlské kanonii premonstrátů.
| „                                          | Velmož Bavor daroval ves Ivanovice a všechny své vsi, které vlastní na Moravě, kromě jedné, kterou daruje svému vnukovi (potomkovi) Dluhomilovi. | “ |
| — Listina kanonie premonstrátů v Litomyšli | |   |

Podle textu listiny mohl Bavor svobodně nakládat s majetky, které vlastnil na Moravě, a ty se rozhodl věnovat premonstrátům. Výjimku tvořila pouze jedna lokalita, a tu z Bavorova majetku získal vnuk (mohlo se ale jednat také obecně o potomka) Dluhomil. Další informace o Bavorovi nejsou známy.